# Stichopogon tomentosus
Stichopogon tomentosus là một loài ruồi trong họ Asilidae. Stichopogon tomentosus được Oldroyd miêu tả năm 1948. Loài này phân bố ở miền Ấn Độ - Mã Lai.